# アルフレッド・ケネー・ド・ボルペール
アルフレッド・ケネー・ド・ボルペール (仏：Alfred Quesnay de Beaurepaire、1830年4月2日 - 1898年8月26日)  はフランスの軍人、画家、イラストレーター、版画家、著述家。絵画作品の署名には A.de Beaurepaire を用いた。
弟のジュール・ケネー・ド・ボルペール (:fr) は治安判事で、ドレフュス事件の陰謀に翻弄された。

## 経歴
アルフレッドはメーヌ＝エ＝ロワール県のソミュールで生まれた。彼の家族は経済学者のフランソワ・ケネーの子孫にあたり、父親のジャン・マリー・ケネーは1859年、名前にド・ボルペール (de Beaurepaire) を追加することを認められた。
彼はサン・シール陸軍士官学校で学び、クリミア戦争、普仏戦争に従軍し、クリミア勲章、メディジィエ勲章、イタリア戦線記念勲章 (1859年)、教育功労章 (オフィシエ) 、レジオンドヌール勲章 (オフィシエ) を受勲した。
軍務のかたわら絵画も描き、戦争画のほか繊細な銅板画も残し、1874年にはサロンに出品した。1891年からはエコール・ポリテクニークでドローイングを教えた。本の挿絵も描き、ジュール・ヴェルヌの小説『毛皮の国』や、出版社 Librairie Firmin-Didotの出版物を手がけた。
彼は1898年にセーヌ＝エ＝マルヌ県、ブロン＝マルロットにて68歳で死去した。

## 作品

### 絵画
- 『ソルフェリーノの戦い』1874年 - ラ・フレーシュ国立軍事幼年学校蔵

### 挿絵
- ジュール・ヴェルヌ『毛皮の国』 - ジュール・フェラとの共作、1873年
- ギュスターヴ・ド・モル『習作の小説』1888年
- A.マイル『ポリテクニックの家族』1888年
- オイゲン・E・マルリット『ブリュイエールの小さな姫君』 1889年
- 『ヴィサンブールからインゴルシュタットまで (1870-1871) - バイエルンの捕虜船長の回想』1890年
- エドモン・ド・ショーム『地獄の隠れ家 - ロワール軍 (1870-1871)』1890年
- ギュスターヴ・マルシャル『クリミア戦争』1894年
- 『コリガンのロバ』ブレトン神話 - ベルの黒い船（モルビアン県の伝説）1894年
- 『戦争画について』 1896年

ジュール・ヴェルヌ『毛皮の国』挿絵
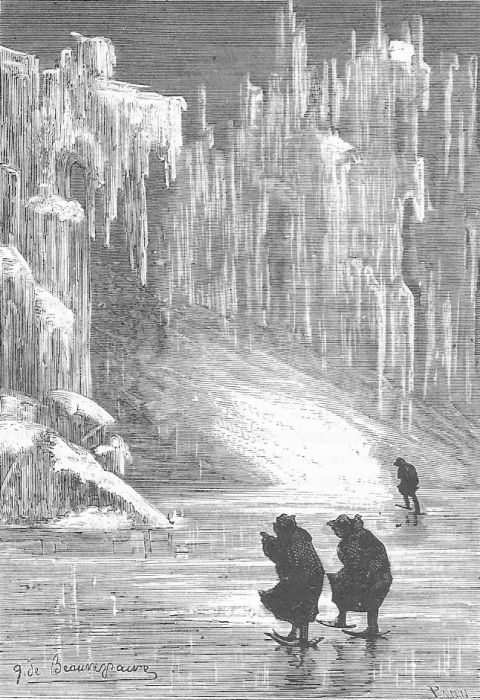
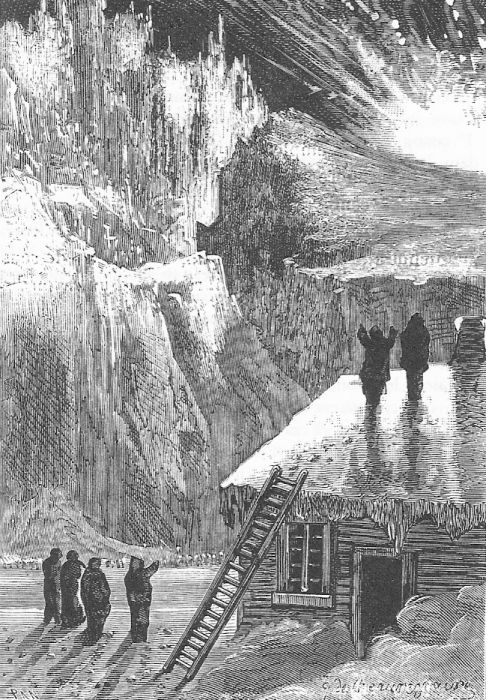
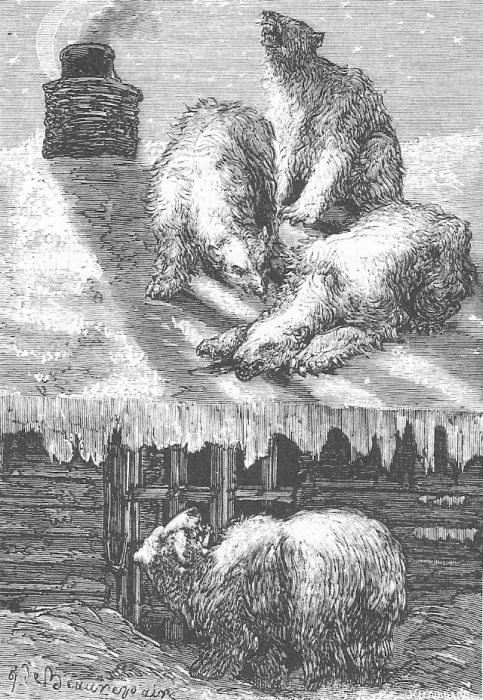
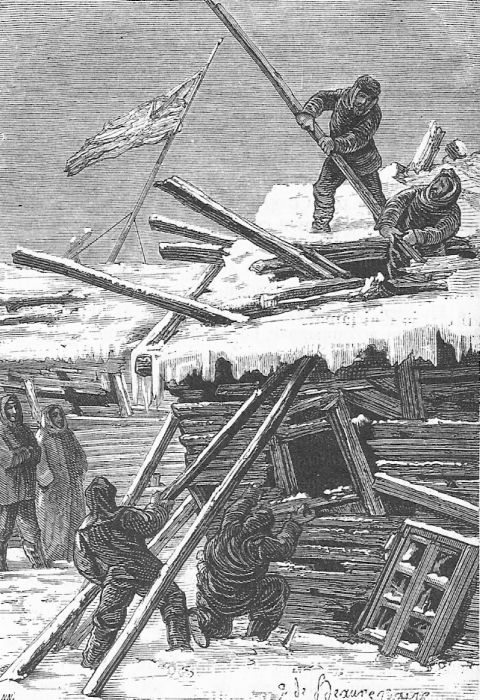
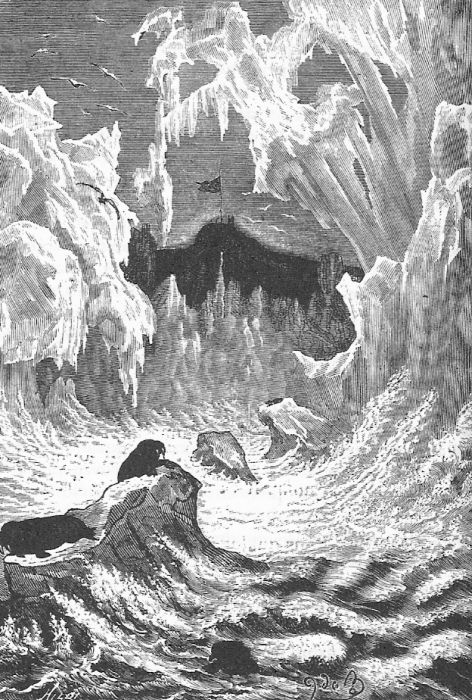